# 飞云岛
飞云岛，是钓鱼岛及其附属岛屿中的一个小岛，位于北屿西南，坐标为25°46.8′N 123°32.4′E。2012年3月3日，中华人民共和国国家海洋局、民政部公布其标准名称。
飞云岛是北屿三个较大岛之一，在三者最西侧。该岛是钓鱼岛及其附属岛屿中，除了八个主岛之外面积最大的岛屿。其面积与主岛之一的南屿相当。